# Farus
Farus foi uma marca de automóveis brasileira, criada pela Indústria de Veículos Esportivos Ltda, que mais tarde passou a se chamar TECVAN (Tecnologia de Vanguarda Ltda). A empresa, localizada no sul da cidade brasileira de Belo Horizonte, foi fundada em 1979. O nome da marca é uma junção de FAmília RUSso, em referência a seus fundadores Alfio Russo e seu filho Giuseppe.       
Focou sua produção em modelos esportivos, geralmente dotados de motorização Fiat, Chevrolet e Volkswagen. 
A empresa encerrou suas atividades em 1990, devido a abertura do mercado nacional para os veículos importados.     

## Modelos / Ano de Fabricação
- ML-929 (1978 a 1984)
- TS (1981 a ?)
- Beta (1983 a ?)
- Cabriolet (1985 a 1991)
- Quadro (1989 a 1991)